# Alekos Kontovounīsios
Alexandros Kontovounīsios, detto Alekos (in greco Αλέξανδρος "Αλέκος" Κοντοβουνήσιος?; Atene, 3 novembre 1937 – Atene, 14 luglio 2025), è stato un cestista e allenatore di pallacanestro greco.

## Carriera
Con la Grecia ha disputato due edizioni dei Campionati europei (1961, 1965).